# Tyrannosauridae
De Tyrannosauridae zijn een groep uit de Tyrannosauroidea, een onderverdeling van de Theropoda, vleesetende dinosauriërs.
De familie Tyrannosauridae is in 1906 door Osborn benoemd. Bij het moderne paleontologisch onderzoek van deze groep worden de oude taxonrangen niet meer gebruikt. In plaats daarvan spreekt men in algemene zin van een "groep" die functioneert als klade.
De eerste definitie als klade werd in 1998 gegeven door Paul Sereno: de groep bestaande uit alle Tyrannosauroidea die nauwer verwant zijn aan Tyrannosaurus dan aan Alectrosaurus, Aublysodon of Nanotyrannus. In 2001 gaf Thomas Holtz een afwijkende definitie als nodusklade: de groep bestaande uit de laatste gemeenschappelijke voorouder van Tyrannosaurus en Aublysodon en al zijn afstammelingen. Deze definitie had als ernstig bezwaar dat al snel duidelijk werd dat Aublysodon een synoniem was van Tyrannosaurus. In 2003 gaf Cristopher Brochu daarom een veranderde definitie: de laatste gemeenschappelijke voorouder van Tyrannosaurus rex, Tarbosaurus bataar, Daspletosaurus torosus, Gorgosaurus libratus en Albertosaurus sarcophagus, Alectrosaurus olseni, Alioramus remotus en al zijn afstammelingen 
In 2004 liet Holtz in zijn bijdrage aan het standaardwerk The Dinosauria eerst de laatste twee soorten, waarvan de verwantschap wat onduidelijk is, weer weg. In dezelfde publicatie gaf hij twee pagina's verderop een sterk afwijkende alternatieve definitie: de groep bestaande uit Tyrannosaurus rex en alle soorten nauwer verwant aan Tyrannosaurus dan aan Eotyrannus lengi.
In 2005 gaf Sereno, overwegende dat met "Tyrannosauridae" gemeenlijk juist de groep die de meer bekende grotere vormen binnen de Tyrannosauroidea omvat, bedoeld wordt, juist weer een definitie als nodusklade: de laatste gemeenschappelijke voorouder van Tyrannosaurus rex, Gorgosaurus libratus en Albertosaurus sarcophagus en al zijn afstammelingen. 
De groep wordt onderverdeeld in de Tyrannosaurinae en de Albertosaurinae. 
Alle bekende tot de groep behorende vormen bestaan uit grote tot reusachtige toppredatoren uit Noord-Amerika en Azië, levend in het Laat-Krijt.

## Indeling

### Lijst
- Tyrannosauridae
  - Albertosaurinae
    - Gorgosaurus
    - Albertosaurus

  - Tyrannosaurinae
    - Alioramus
    - Daspletosaurus
    - Tarbosaurus
    - Nanotyrannus
    - Tyrannosaurus

### Kladogrammen
Mogelijke kladogrammen van de onderlinge verwantschappen:
|  | Albertosaurus |
|  |               |
|  | Gorgosaurus*  |
|  |               |

| void | Daspletosaurus                                                                   |
|      | Daspletosaurus                                                                   |
|      | \| void \| Tarbosaurus* \| \| \| Tarbosaurus* \| \| \| Tyrannosaurus \| \| \| \| |
|      |                                                                                  |
| void | Tarbosaurus*                                                                     |
|      | Tarbosaurus*                                                                     |
|      | Tyrannosaurus                                                                    |
|      |                                                                                  |

| void | Tarbosaurus*  |
|      | Tarbosaurus*  |
|      | Tyrannosaurus |
|      |               |

| void | Daspletosaurus                                                                   |
|      | Daspletosaurus                                                                   |
|      | \| void \| Tarbosaurus* \| \| \| Tarbosaurus* \| \| \| Tyrannosaurus \| \| \| \| |
|      |                                                                                  |
| void | Tarbosaurus*                                                                     |
|      | Tarbosaurus*                                                                     |
|      | Tyrannosaurus                                                                    |
|      |                                                                                  |

| void | Tarbosaurus*  |
|      | Tarbosaurus*  |
|      | Tyrannosaurus |
|      |               |

|  | Albertosaurus |
|  |               |
|  | Gorgosaurus*  |
|  |               |

| void | Daspletosaurus                                                                   |
|      | Daspletosaurus                                                                   |
|      | \| void \| Tarbosaurus* \| \| \| Tarbosaurus* \| \| \| Tyrannosaurus \| \| \| \| |
|      |                                                                                  |
| void | Tarbosaurus*                                                                     |
|      | Tarbosaurus*                                                                     |
|      | Tyrannosaurus                                                                    |
|      |                                                                                  |

| void | Tarbosaurus*  |
|      | Tarbosaurus*  |
|      | Tyrannosaurus |
|      |               |

| void | Daspletosaurus                                                                   |
|      | Daspletosaurus                                                                   |
|      | \| void \| Tarbosaurus* \| \| \| Tarbosaurus* \| \| \| Tyrannosaurus \| \| \| \| |
|      |                                                                                  |
| void | Tarbosaurus*                                                                     |
|      | Tarbosaurus*                                                                     |
|      | Tyrannosaurus                                                                    |
|      |                                                                                  |

| void | Tarbosaurus*  |
|      | Tarbosaurus*  |
|      | Tyrannosaurus |
|      |               |

*Nota bene: Carr et al. beschouwen Gorgosaurus libratus als een soort behorend tot Albertosaurus en Tarbosaurus bataar als een soort behorend tot Tyrannosaurus
|  | Albertosaurus |
|  |               |
|  | Gorgosaurus   |
|  |               |

| void | Daspletosaurus                                                             |
|      | Daspletosaurus                                                             |
|      | \| void \| Tarbosaurus \| \| \| Tarbosaurus \| \| \| Alioramus \| \| \| \| |
|      |                                                                            |
| void | Tarbosaurus                                                                |
|      | Tarbosaurus                                                                |
|      | Alioramus                                                                  |
|      |                                                                            |

| void | Tarbosaurus |
|      | Tarbosaurus |
|      | Alioramus   |
|      |             |

| void | Nanotyrannus  |
|      | Nanotyrannus  |
|      | Tyrannosaurus |
|      |               |

| void | Daspletosaurus                                                             |
|      | Daspletosaurus                                                             |
|      | \| void \| Tarbosaurus \| \| \| Tarbosaurus \| \| \| Alioramus \| \| \| \| |
|      |                                                                            |
| void | Tarbosaurus                                                                |
|      | Tarbosaurus                                                                |
|      | Alioramus                                                                  |
|      |                                                                            |

| void | Tarbosaurus |
|      | Tarbosaurus |
|      | Alioramus   |
|      |             |

| void | Nanotyrannus  |
|      | Nanotyrannus  |
|      | Tyrannosaurus |
|      |               |

|  | Albertosaurus |
|  |               |
|  | Gorgosaurus   |
|  |               |

| void | Daspletosaurus                                                             |
|      | Daspletosaurus                                                             |
|      | \| void \| Tarbosaurus \| \| \| Tarbosaurus \| \| \| Alioramus \| \| \| \| |
|      |                                                                            |
| void | Tarbosaurus                                                                |
|      | Tarbosaurus                                                                |
|      | Alioramus                                                                  |
|      |                                                                            |

| void | Tarbosaurus |
|      | Tarbosaurus |
|      | Alioramus   |
|      |             |

| void | Nanotyrannus  |
|      | Nanotyrannus  |
|      | Tyrannosaurus |
|      |               |

| void | Daspletosaurus                                                             |
|      | Daspletosaurus                                                             |
|      | \| void \| Tarbosaurus \| \| \| Tarbosaurus \| \| \| Alioramus \| \| \| \| |
|      |                                                                            |
| void | Tarbosaurus                                                                |
|      | Tarbosaurus                                                                |
|      | Alioramus                                                                  |
|      |                                                                            |

| void | Tarbosaurus |
|      | Tarbosaurus |
|      | Alioramus   |
|      |             |

| void | Nanotyrannus  |
|      | Nanotyrannus  |
|      | Tyrannosaurus |
|      |               |